# Филатов, Василий Степанович
Васи́лий Степа́нович Фила́тов (14 октября 1900, Промзино, Симбирская губерния — 1974, Ярославль) — советский психолог, директор ЯГПИ (1952—1954, 1956—1959).

## Биография
Родился 14 октября 1900 года в селе Промзино Алатырского уезда Симбирской губернии (ныне — Сурское в Ульяновской области).
В 1917—1919 гг студент Казанского университета.
В начале 1920-х годов — пропагандист, заместитель комиссара продотряда. Затем учился в Одессе, во 2-м МГУ и в ЛГПИ им. Герцена, который окончил в 1926 году.
Работал в Покровском педагогическом училище в Подмосковье, преподавал основы педагогики и психологии. С августа 1927 года научный сотрудник и аспирант Научно-исследовательского института педагогики в Москве.
В 1930 г., после окончания аспирантуры, направлен в Краснодарский  педагогический институт на должность заведующего кафедрой и декана факультета психологии. Затем занял должность заместителя директора Ставропольского педагогического института.
В 1942—1944 гг. заведующий отделом пропаганды и агитации Кунцевского горкома КПСС (Московская область). В 1944—1946 гг. директор областного института усовершенствования учителей и одновременно доцент Московского областного педагогического института.
С 1946 г. его деятельность связана с Ярославским государственным педагогическим университетом. Более шести лет он работал заместителем директора ЯГПУ по учебной и научной работе, параллельно вёл исследовательскую работу, заложившую фундамент ярославской школы: разрабатывал вопросы психологии личности, воспитания воли, коммунистических черт человека социалистического социума.
После защиты докторской диссертации в 1952 году В. С. Филатов был назначен директором ЯГПИ. В 1954—1956 годах советник Министерства просвещения КНР в вопросах педагогического образования.
В 1956—1959 гг. снова директор ЯГПИ. С 1959 г. зав. кафедрой психологии. С сентября 1970 г. зав. кафедрой общей психологии Ярославского университета.
Награждён орденом Ленина (1953) и медалью К. Д. Ушинского.
Делегат XIX съезда КПСС.

## Создание ярославской школы
С 1956 года вёл активную работу по созданию ярославской психологической школы. Современник В. С. Филатова Г. А. Мурашев отмечает: «Василий Степанович был талантливым организатором. Как уже отмечалось, с его именем связано создание стабильной современной кафедры психологии пединститута. До него непродолжительные периоды самостоятельного её существования были связаны с приезжими психологами, работавшими по совместительству. И хотя среди них были серьёзные учёные, в истории ярославской психологии их след несравним с филатовским в силу загруженности этих преподавателей по основному месту работы и эпизодичности пребывания в Ярославле».
В это же время при кафедре создается аспирантура. Г. А. Мурашов так отзывался о ней: «за эти годы через аспирантуру прошло более 50 человек. Подавляющее большинство выпускников защитили кандидатские диссертации, а многие потом стали докторами наук и профессорами, заведующими кафедрами, деканами факультетов, ректорами вузов. С 1967 по 1974 г. Учёному совету института было дано право принимать защиту кандидатских диссертаций по психологии. Через этот совет прошли двести аспирантов и соискателей ряда вузов страны». Тот же Г. А. Мурашов отмечает, что на кафедре у Филатова смена поколений происходит «в оптимальном варианте»: «С середины 50-х годов постепенно один за другим уходят психологи поколения, пережившего годы революции и гражданской войны, коллективизации и репрессий 30-х годов, бесконечно тянувшиеся годы Отечественной войны, варварское вмешательство в психологическую науку. Первой из послевоенного поколения психологов на кафедре появилась в 1958 г. М. М. Рыбакова. За ней пришли: в 1963 г. — В. В. Карпов, в 1964 г. — Г. А. Мурашов, в 1965 — А. В. Филиппов, в 1966 г. — Н. П. Ерастов, в 1967 г. — В. В. Новиков, в 1968 г. — В. Д. Шадриков, в 1969 г. — Ю. К. Корнилов».

## Атмосфера факультета при Филатове
Современники отмечают следующие изменения факультета при Филатове:
- Приток молодых и энергичных преподавателей;
- Успешная работа аспирантуры;
- Открытие диссертационного совета;
- Активная издательская деятельность, издание сборников научных трудов;
- Активные контакты с другими вузами и участие в научных конференциях.

Кафедра становится межвузовским центром психологии и приобретает авторитет. Начиная с 1963 г. каждые
последующие два-три года здесь состоялись межвузовские, Всесоюзные и международные конференции по проблемам психологии труда, трудового обучения и воспитания. Эти конференции с каждым разом становились все более представительными и популярными. В них принимали участие многие ведущие психологи страны: Б. Ф. Ломов, Н. Ф. Добрынин, К. К. Платонов, Е. А. Климов, Д. А. Ошанин, Е. И. Игнатьев, Н. Ф. Талызина, А. В. Петровский, Е. В. Шорохова и другие учёные, психологи из Венгрии и Чехословакии.

## Сочинения
- Учение о характере и его формировании в условиях социалистического общества : диссертация … доктора философских наук : 09.00.00. — Москва, 1951. — 540 с. : ил.
- Формирование личности в труде [Текст] / Проф. В. С. Филатов ; Яросл. гос. пед. ин-т им. К. Д. Ушинского. О-во по распространению полит. и науч. знаний РСФСР. Яросл. обл. отд-ние. — [Ярославль] : [б. и.], 1962. — 78 с.; 20 см.